# 俘囚
俘囚（ふしゅう）とは、陸奥・出羽の蝦夷のうち、蝦夷征伐などの後、朝廷の支配に属するようになった者を指す。夷俘とも呼ばれた。
また、主に戦前戦中には戦時捕虜の身分にあるものも俘囚と呼んだ。

## 移配俘囚
7世紀から9世紀まで断続的に続いた大和と蝦夷の戦争（蝦夷征伐）で、大和へ帰服した蝦夷のうち、集団で強制移住（移配）させられたものを指す。
移住させた目的としては、下記のようなものがあった。移住先は九州までの全国に及んだ。
- 蝦夷自身が、同族から裏切り者として、報復や侵略される危険性があったため、生命の安全と生活の安定化を望んだ。
- 故地（陸奥・出羽）から切り離し公民意識から皇化し、和人へ同化させようとした。
- 軍事力の備えとして利用しようとした。

朝廷は国司（受領）に「俘囚専当」を兼任させ、俘囚の監督と教化・保護養育に当たらせた。俘囚は、定住先で生計が立てられるようになるまで、俘囚料という名目で国司から食糧を支給され、庸・調の税が免除された。しかし実際に移配俘囚が定住先で自活することはなく、俘囚料の給付を受け続けた。俘囚は、一般の公民百姓らとは大きく異なる生活様式を有しており、狩猟および武芸訓練が認められた。俘囚と公民百姓との間の摩擦などの問題を抑止するために、812年（弘仁3年）、朝廷は国司に対し、俘囚の中から優れた者を夷俘長に専任し、俘囚社会における刑罰権を夷俘長に与える旨の命令を発出している。
9世紀半ば、各国内の治安維持のための国司（受領）の指揮による国衙軍制へ移行したが、移配俘囚は主要な軍事力として位置づけられた。
870年2月15日、貞観の入寇に対抗するため、朝廷は弩師や防人の選士50人を対馬に配備したが、在地から徴発した兵は役に立たないことが分かった。これを受けて朝廷は俘囚を動員することとした。弓術と馬術に優れた蝦夷は、徴用された防人よりも戦闘能力が高いと評価された。
9世紀、移配俘囚が次第に騒乱を起こし治安が悪化した。例えば、813年頃の出雲国「荒橿の乱」、875年の「下総俘囚の乱」、883年の「上総俘囚の乱」（寛平・延喜東国の乱）などが起きた。これらの原因は、俘囚らによる処遇改善要求であったと考えられている。
これに対して、当初は、新羅の入寇など九州の防衛に人手が必要だったこともあり、移配俘囚の制度は維持されていたが、最終的に、朝廷は、897年（寛平9）、全国の移配俘囚を奥羽へ還住することを決め実行された。

## 奥羽俘囚
大和へ帰服した蝦夷のうち、陸奥・出羽にとどまった者を指す。
同じ地域の和人とは異なり、租税を免除されていたと考えられている。彼らは陸奥・出羽の国衙から食糧と布を与えられる代わりに、服従を誓い、特産物を貢いでいた。俘囚という地位は、辺境の人を下位に置こうとする朝廷の態度が作ったものであるが、俘囚たちは無税の条件を基盤に、前記の事実上の交易をも利用して、大きな力を得るようになった。これが、俘囚長を称した安倍氏 (奥州)、俘囚主を称した出羽清原氏、俘囚上頭を称した奥州藤原氏の勢威につながった。
しかし、奥州藤原氏の時代には、俘囚は文化的に他の日本人と大差ないものになっていたと考えられる。奥州藤原氏の滅亡後、鎌倉幕府は関東の武士を送り込んで陸奥・出羽を支配した。俘囚の地位を特別視するようなことは次第になくなり、歴史に記されることもなくなった。
なお、海保嶺夫（1943年 - ）は中世津軽地方の豪族安東氏を俘囚長と同様の存在としている。

## 俘囚となった和人
『続日本紀』神護景雲3年（769年）11月25日条に、元々は蝦夷ではないのに俘囚となってしまった例が記述されている。陸奥国牡鹿郡の俘囚である大伴部押人が朝廷に対し、先祖は紀伊国名草郡片岡里の大伴部直（あたい）といい、蝦夷征伐時に小田郡嶋田村に至り、住むようになったが、その子孫は蝦夷の捕虜となり、数代を経て俘囚となってしまったと説明し、今は蝦夷の地を離れ、天皇の徳の下で民となっているので、俘囚の名を除いて公民になりたいと願い出たため、朝廷はこれを許可したと記される。
神護景雲4年（770年）4月1日条にも、父祖は天皇の民であったが、蝦夷にかどわかされ、蝦夷の身分となってしまったという主張があり、敵である蝦夷を殺し、子孫も増えたため、俘囚の名を除いてほしいと願い出たため、朝廷がこれを許可している。